# Кемниц (Грайфсвальд)
Ке́мниц (нем. Kemnitz, пол. Kamienica, н.-нем. Käms или Kämts) — посёлок и община в Германии, в земле Мекленбург-Передняя Померания.
Входит в состав района Восточная Передняя Померания. Подчиняется управлению Лубмин. Население составляет 1124 человека (на 31 декабря 2018 года). Занимает площадь 19,34 км².
Община подразделяется на 6 сельских округов.

## Административное деление
Община Кемниц состоит из 9 населённых пунктов:
- Кемниц
- Кемницерхаген
- Кемниц-Майерай
- Нойендорф
- Раппенхаген

- Шёнефельд
- Гуйсдоуэ
- Нойендорф Аусбау
- Нигехоф

## Название
Первое упоминание поселения Кемниц было в 1207 году в документах рюгенского князя Яромара I под названием Kaminicez (Каминицез), затем в 1248 деревня упоминалась как Kaminitz (Каминиц). Название произошло от славянского слова «камень», так как поселение основали славяне. На польском языке посёлок называется Каменица (пол. Kamienica), а на нижненемецком — Кемс или Кемтс (н.-нем. Käms или Kämts).

## История

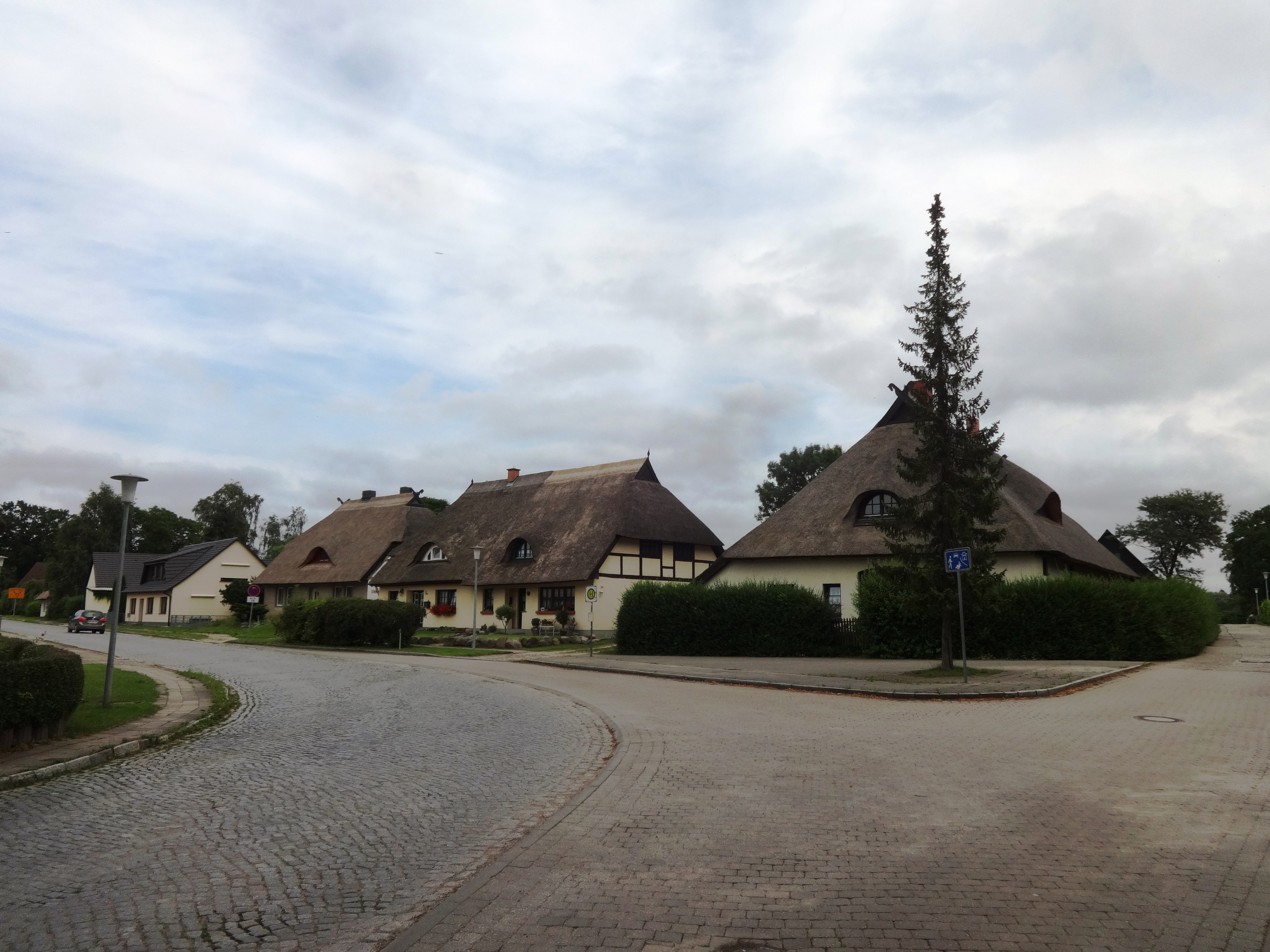
Деревенская улица (Dorfstraße) в Кемнице

### Кемниц
Первое упоминание поселения Кемниц было в 1207 году в документах рюгенского князя Яромара I под названием Kaminicez (Каминицез). Он передает Кемниц в собственность монастырю Хильда (Эльдена) в 1209 году.
В 1248 году впервые была упомянута Кемницкая водяная мельница, а в 1280 году в Кемнице уже было четыре водяные мельницы. Из-за этого на гербе Кемница можно увидеть водяную мельницу.
В 1865 году в Кемнице жило 245 жителей в 55 семьях. В церкви была 1 церковь, 1 школа, 23 жилых и 42 хозяйственных здания, а также 4 фабрики (1 кузница, 3 мельницы).
В 1894 году сгорела одна из водяных мельниц.

### Кемницерхаген
Кемницхаген был впервые упомянут в 1386 как Kemenitserhagen (Кеметитсерхаген). Нынешнее имя было впервые упомянуто в 1646 году. Кемницхаген оописывается как родовое поселение, принадлежащее Кемницу.

### Кемниц-Майерай
Кемниц-Мейерей был впервые обозначен на топографических картах около 1920 года.

## Население
| Год  | Численность | Численность |
| ---- | ----------- | ----------- |
| 2010 | 1146        |             |
| 2017 | 1117        | [ 1 ]       |
| 2019 | 1124        | [ 9 ]       |
| 2021 | 1153        | [ 10 ]      |
| 2022 | 1155        | [ 11 ]      |
| 2023 | 1153        | [ 2 ]       |